# La Folle Journée (film)
Pour les articles homonymes, voir La Folle Journée (homonymie).
Pour plus de détails, voir Fiche technique et Distribution.
La Folle Journée (Giorni felici) est une comédie de téléphones blancs italienne réalisée par Gianni Franciolini et sortie en 1942.
Il s'agit d'une adaptation de la pièce créée en 1938 de Claude-André Puget, qui avait fait l'objet d'un film français, Les Jours heureux de Jean de Marguenat, l'année précédente.

## Synopsis
Un aviateur, Michele, à la suite d'une panne de moteur de son avion, est contraint d'atterrir en catastrophe près d'une villa habitée par un groupe de jeunes gens en proie à de constantes querelles amoureuses. L'arrivée soudaine du pilote d'âge mûr suscite l'intérêt des jeunes filles et la jalousie immédiate des garçons.
L'aviateur passe une journée entière dans la villa à attendre que la panne soit réparée par deux mécaniciens appelés sur les lieux, assistant avec amusement aux querelles des jeunes qui décideront finalement de leur avenir avec une promesse de mariage entre Oliviero et Marianna et entre Franca et Leonardo. À la fin de la journée, le moteur est remis en état de marche et le pilote reprend son envol, suivi par le regard mélancolique de la jeune Maria, restée à l'écart pour poursuivre ses rêves.

## Fiche technique
- Titre français : La Folle Journée[1],
- Titre original italien : Giorni felici[2]
- Réalisation : Gianni Franciolini, assisté de Vittorio Cottafavi
- Scénario : Arnaldo Fraccaroli (it) d'après la pièce Les Jours heureux créée en 1938 par Claude-André Puget
- Photographie : Tino Santoni
- Musique : Felice Montagnini
- Décors : Piero Filippone
- Production : Marcello Mosco, Nicola Maracci
- Société de production : Excelsa Film
- Pays de production :  Royaume d'Italie
- Langue originale : italien
- Format : Noir et blanc - 1,37:1 - Son mono - 35 mm
- Genre : comédie de téléphones blancs
- Durée : 85 minutes
- Date de sortie :
  - Royaume d'Italie : 23 décembre 1942

## Distribution
- Lilia Silvi : Franca
- Amedeo Nazzari : Michele
- Valentina Cortese : Marianna
- Paolo Stoppa : Bernardo
- Leonardo Cortese : Oliviero
- Vera Carmi : Nietta
- Silvio Bagolini : l'automobiliste
- Alfredo Salvatori : le mécanicien